# 美濃加茂市役所
美濃加茂市役所（みのかもしやくしょ）は、地方公共団体である岐阜県美濃加茂市の組織が入る施設（役所）。

## 概要
本庁舎（太田町3431番地1）、分庁舎（太田町1900）、駅南分室（太田町1752番地2）がある。駅南分室は民間の建物（則竹ビル）に1・2階を使用している。
1954年（昭和29年）に美濃加茂市発足時は太田町役場を使用。手狭になったため1957年（昭和32年）に旧・太田保健所を市庁舎分室としている。現在の庁舎は1961年（昭和36年）4月に本館（鉄筋コンクリート造地上4階地下1階建。延床面積3,494㎡）が完成。1978年（昭和53年）6月に西館（鉄筋コンクリート造5階建。延床面積1,671㎡）が完成している。分庁舎（鉄筋コンクリート造4階建。延床面積1,959㎡）は1990年（平成2年）完成。
老朽化もあり、建て替えが検討されている。2019年（令和元年）12月に美濃加茂市未来のまちづくり委員会から答申書が提出され、美濃太田駅周辺への移転が検討された。その後、前平公園周辺、大手町公園周辺、現庁舎周辺、プラザちゅうたい周辺の4個所で検討され、2025年（令和7年）2月にプラザちゅうたい周辺での建設の方針が決まる。

## 業務時間
月曜日から金曜日の8時45分から16時45分（土曜日・日曜日・祝日・年末年始を除く）。

## 業務内容

### 本庁舎（本館）
3階
- 議場
- 議会事務局

2階
- 地域振興課
- 防災安全課
- 人事課
- 企画課
- 財政課
- 秘書広報課
- 総務課

1階
- 国保年金課
- 高齢福祉課
- 市民課
- 会計課

### 本庁舎（西館）
3階
- 商工観光課
- 農林課
- 農業委員会事務局
- 施設経営課
- 都市計画課
- 監査委員事務局

2階
- 収税課
- 土木課

1階
- 福祉課

### 分庁舎
4階
- 高齢福祉課

3階
- 高齢福祉課
- 学校教育課
- 教育総務課

2階
- 上下水道課

### 駅南分室
2階
- 都市整備課
- まちづくり課

1階
- 地域振興課

### 美濃加茂市生涯学習センター
- 環境課

## 連絡所
古井連絡所
- 美濃加茂市本郷町8丁目8-48

山之上連絡所
- 美濃加茂市山之上町3457-1

蜂屋連絡所
- 美濃加茂市蜂屋町上蜂屋3637

加茂野連絡所
- 美濃加茂市加茂野町今泉1546-4

伊深連絡所
- 美濃加茂市伊深町927-1

三和連絡所
- 美濃加茂市三和町川浦2565

下米田連絡所
- 美濃加茂市下米田町則光182

## 交通アクセス
- JR高山本線・太多線・長良川鉄道越美南線「美濃太田駅」下車、徒歩で約12分。
- あい愛バス：まちなかぐるっと線「美濃加茂市役所」バス停より徒歩ですぐ。